# Parigi-Bruxelles 1924
La Parigi-Bruxelles 1924, sedicesima edizione della corsa, si svolse il 1º giugno 1924 su un percorso di 424 km, con partenza da Parigi e arrivo a Bruxelles. Fu vinta dal belga Felix Sellier davanti al suo connazionale Gerard Debaets e al francese Marcel Colleu.

## Ordine d'arrivo (Top 10)
| Pos. | Corridore          | Squadra       | Tempo |
| ---- | ------------------ | ------------- | ----- |
| 1    | Felix Sellier      | Alcyon-Dunlop |       |
| 2    | Gerard Debaets     | Labor         |       |
| 3    | Marcel Colleu      | JB Louvet     |       |
| 4    | Arthur Targez      |               |       |
| 5    | Alfons Standaert   |               |       |
| 6    | Maurice Dewaele    | Wonder        |       |
| 7    | Marcel Godard      |               |       |
| 8    | Emile Thollembeeck | Wonder        |       |
| 9    | Leon Van Aken      |               |       |
| 10   | Odiel Taillieu     |               |       |